# Alberto Manuel Toutin Cataldo
Alberto Manuel Toutín Cataldo SSCC (Valparaíso, 11 de março de 1968) é presbítero católico chileno afiliado à Congregação dos Sagrados Corações de Jesus e Maria e, desde 2018, é o superior geral da mesma.

## Biografia
Nasceu em Valparaíso, filho de Josefina Cataldo de Caballería e Augustín Toutin Uzúa, o sexto de sete irmãos. Cursou toda sua escolaridade no Colégio dos Sagrados Corações em Viña del Mar.
Ingressou na Congregação em 1986. Fez sua profissão perpétua em 1986, realizando seu noviciado em Cerrillos de Curacaví em 1988. Fez sua profissão religiosa em 4 de fevereiro de 1989 e foi ordenado presbítero em 24 de agosto de 1993, em Concepción.
Tem exercido sua atividade pastoral principalmente com jovens em centros de pastoral juvenil, com universitários e nos colégio de sua Congregação.
É bacharel em Teologia pela Pontifícia Universidade Católica do Chile. Entre 1997 e 2005, estudou no Instituto Católico de Paris, onde obteve doutorado em Teologia Sistemática. Foi professor de Teologia Sacramental e de Teologia e Literatura na Faculdade de Teologia da Pontifícia Universidade Católica do Chile. Sendo vigário provincial do Chile, foi eleito conselheiro geral da Congregação no 32º capítulo geral, em 2012. A partir desse ano até 2018, foi coordenador da Comissão para o Patrimônio Histórico e Espiritual da Congregação.
Em 17 de setembro de 2018, foi eleito, no transcurso do 39º Capítulo Geral, celebrado em Roma, como superior geral da Congregação dos Sagrados Corações, convertendo-se assim no 12º superior geral e 11º sucessor do fundador, José Maria Coudrin, de quem é estudioso e para cujo processo de canonização tem contribuído substanciosamente na elaboração de aspectos históricos e teológicos. Sucedeu ao Pe. Javier Álvarez-Ossorio Ramos, que dirigiu a congregação por doze anos. Seu mandato é de seis anos e pode ser renovado por igual período.